# Hind Dehiba
Hind Dehiba (ur. 17 marca 1979 w Churibce w Maroku) – francuska lekkoatletka specjalizująca się w biegach średniodystansowych, uczestniczka letnich igrzysk olimpijskich w Atenach (2004), wicemistrzyni Europy z Barcelony (2010) w biegu na 1500 metrów. Do 2004 reprezentowała Maroko.
W 2007 r. została zdyskwalifikowana za stosowanie niedozwolonych środków dopingujących, okres zawieszenia trwał od lutego 2007 do lutego 2009.

## Sukcesy sportowe
- 2005 – halowe mistrzostwa Francji – złoty medal w biegu na 1500 m
- 2005 – Madryt, halowe mistrzostwa Europy – brązowy medal w biegu na 1500 m
- 2006 – Moskwa, halowe mistrzostwa świata – IV miejsce w biegu na 1500 m
- 2009 – Angers, mistrzostwa Francji – dwa złote medale, w biegach na 800 m i 1500 m
- 2010 – Paryż, halowe mistrzostwa Francji – srebrny medal w biegu na 1500 m
- 2010 – Barcelona, mistrzostwa Europy – srebrny medal w biegu na 1500 m
- 2010 – Split, puchar interkontynentalny – I miejsce w biegu na 1500 m

## Rekordy życiowe
- bieg na 800 m – 1:58,67 – Mediolan 09/09/2010
- bieg na 1500 m – 3:59,76 – Paryż 16/07/2010 (były rekord Francji)
- bieg na 1 milę – 4:29,59 – Montreuil 07/06/2011
- bieg na 3000 m – 8:52,21 – Zurych 19/08/2005
- bieg na 800 m (hala) – 2:04,30 – Liévin 08/02/2011
- bieg na 1500 m (hala) – 4:05,67 – Moskwa 12/03/2006 (rekord Francji)